# Poppendorf (Gemeinde Mank)
Poppendorf ist eine Ortschaft in der Stadt Mank in Niederösterreich.

## Geografie
Die Ortschaft liegt südöstlich von Mank und östlich des Zettelbaches. Seit 1995 versorgt ein Biomasse-Fernheizwerk in Poppendorf die Stadt Mank mit Wärme.

## Geschichte
Laut Adressbuch von Österreich waren im Jahr 1938 in Poppendorf ein Landmaschinenhändler und ein Landwirt mit Direktvertrieb ansässig.